# Silva Jardim (ort)
Silva Jardim är en ort i Brasilien.   Den ligger i kommunen Silva Jardim och delstaten Rio de Janeiro, i den sydöstra delen av landet, 1 000 km sydost om huvudstaden Brasília. Silva Jardim ligger 19 meter över havet och antalet invånare är 16 888.
Terrängen runt Silva Jardim är huvudsakligen platt, men åt nordväst är den kuperad. Det finns inga andra samhällen i närheten.
Omgivningarna runt Silva Jardim är huvudsakligen savann. Runt Silva Jardim är det ganska glesbefolkat, med 48 invånare per kvadratkilometer.